# Mesures exceptionnelles
Pour plus de détails, voir Fiche technique et Distribution.
Mesures exceptionnelles ou Mesures extraordinaires au Québec (titre original : Extraordinary Measures) est un drame américain réalisé par Tom Vaughan, sorti en 2010. Le film est tiré d'une histoire vraie, et s'appuie sur le livre reportage The Cure de la journaliste Geeta Arnand. 

## Synopsis
John et Aileen Crowley ont deux enfants qui souffrent tous deux d'une maladie génétique extrêmement rare, la maladie de Pompe. Quand tous les espoirs pour les guérir sont anéantis, John part à la recherche d'un chercheur qui pourrait avoir la réponse pour redonner la santé à ses deux enfants.

## Fiche technique
- Titre original : Extraordinary Measures
- Titre français : Mesures exceptionnelles
- Titre québécois : Mesures extraordinaires
- Réalisation : Tom Vaughan
- Scénario : Robert Nelson Jacobs, d'après le livre reportage The Cure de Geeta Anand
- Photographie : Andrew Dunn
- Musique : Andrea Guerra
- Montage : Anne V. Coates
- Production : Michael Shamberg, Stacey Sher, Carla Santos
- Société de production  : Double Feature Films
- Sociétés de distribution : CBS Films (États-Unis), Alliance Atlantis (Canada), Sony Pictures Entertainment (International)
- Budget : 31 millions d'USD
- Langue : anglais
- Format : Couleurs - 1,85:1 - Dolby Digital - 35 mm
- Genre : Film dramatique
- Durée : 106 minutes
- Date de sortie : 22 janvier 2010  États-Unis ; 17 mars 2010  France

## Distribution
- Harrison Ford (VF : Richard Darbois ; VQ : Mario Desmarais) : Dr Robert Stonehill
- Brendan Fraser (VF : Hervé Furic ; VQ : Daniel Picard) : John Crowley
- Keri Russell (VF : Barbara Kelsch ; VQ : Pascale Montreuil) : Aileen Crowley
- Courtney B. Vance (VF : Frantz Confiac) : Marcus Temple
- Meredith Droeger (VF : Inès Roland-Manuel ; VQ : Claudia-Laurie Corbeil) : Megan Crowley
- Diego Velazquez (VF : Liam Mercier ; VQ : Nicolas DePasillé Scott) : Patrick Crowley
- Sam M. Hall (VF : Sasha Darchis ; VQ : Samuel Jacques) : John Crowley Jr.
- Patrick Bauchau (VF : lui-même ; VQ : Vincent Davy) : Erich Loring
- Jared Harris (VF : Gérard Darier ; VQ : Pierre Auger) : Dr Kent Webber
- Alan Ruck (VF : Guillaume Lebon ; VQ : Sébastien Dhavernas) : Pete Sutphen
- David Clennon (VF : Gérard Rinaldi ; VQ : Jacques Lavallée) : Dr Renzler
- Ayanna Berkshire (VF : Marie-Noëlle Eusebe) : Wendy Temple
- P. J. Byrne (VF : Marc Perez) : Dr Preston
- Lily Mariye (VF : [Anne Plumet) : Dr Waldman
- Dee Wallace : Sal
- Andrea White : Dr Allegria
- G. J. Echternkamp : Niles
- Vu Pham : Vinh Tran

## Production
Le film fut filmé aux alentours de Portland dans l'Oregon, principalement au OHSU Doernbecher Children's Hospital, Veterans Affairs Medical Center et au Nike Campus à Beaverton, Oregon. Durant la production, le titre provisoire était The Untitled Crowley Project (Le projet Crowley innommé).

## Accueil
Le site Web d'agrégation d'avis Rotten Tomatoes donne à Mesures exceptionnelles une cote d'approbation de 29 % sur la base des avis de 142 critiques et une note moyenne de 4,88 sur 10. Le consensus général du site est le suivant : "Malgré un sujet d'actualité et une paire de pistes lourdes, Mesures exceptionnelles ne se sent jamais comme beaucoup plus qu'un déchireur fait pour la télévision." Metacritic, qui attribue un score moyen pondéré sur 0 à 100 critiques de cinéma, a un score de 45 sur la base de 33 critiques. Le public interrogé par CinemaScore a donné au film une note moyenne de "A-" sur une échelle de A+ à F.

### Box office
Le film récolta un mince succès avec 12 millions d'USD aux États-Unis et au Canada pour un budget de 31 millions d'USD, ce qui est considéré un échec commercial.